# Olympische Sommerspiele 1972/Teilnehmer (Monaco)
| Gelbes Symbol für Goldmedaillen mit stilisierten Olympischen Ringen | Graues Symbol für Silbermedaillen mit stilisierten Olympischen Ringen | Braundes Symbol für Bronzemedaillen mit stilisierten Olympischen Ringen |
| ------------------------------------------------------------------- | --------------------------------------------------------------------- | ----------------------------------------------------------------------- |
| —                                                                   | —                                                                     | —                                                                       |

Monaco nahm an den Olympischen Sommerspielen 1972 in München, Deutschland, mit fünf Sportlern teil.
Fahnenträger bei der Eröffnungsfeier war der Fechter Jean-Charles Seneca.

## Teilnehmer nach Sportarten

### Fechten
- Jean-Charles Seneca
Degen, Einzel: in der 2. Runde ausgeschieden

### Schießen
- Joe Barral
Kleinkaliber liegend: 31. Platz

- Francis Boisson
Kleinkaliber Dreistellungskampf: 67. Platz

- Pierre Boisson
Kleinkaliber liegend: 73. Platz

- Paul Cerutti
Trap: 45. Platz